# Tram van Napels

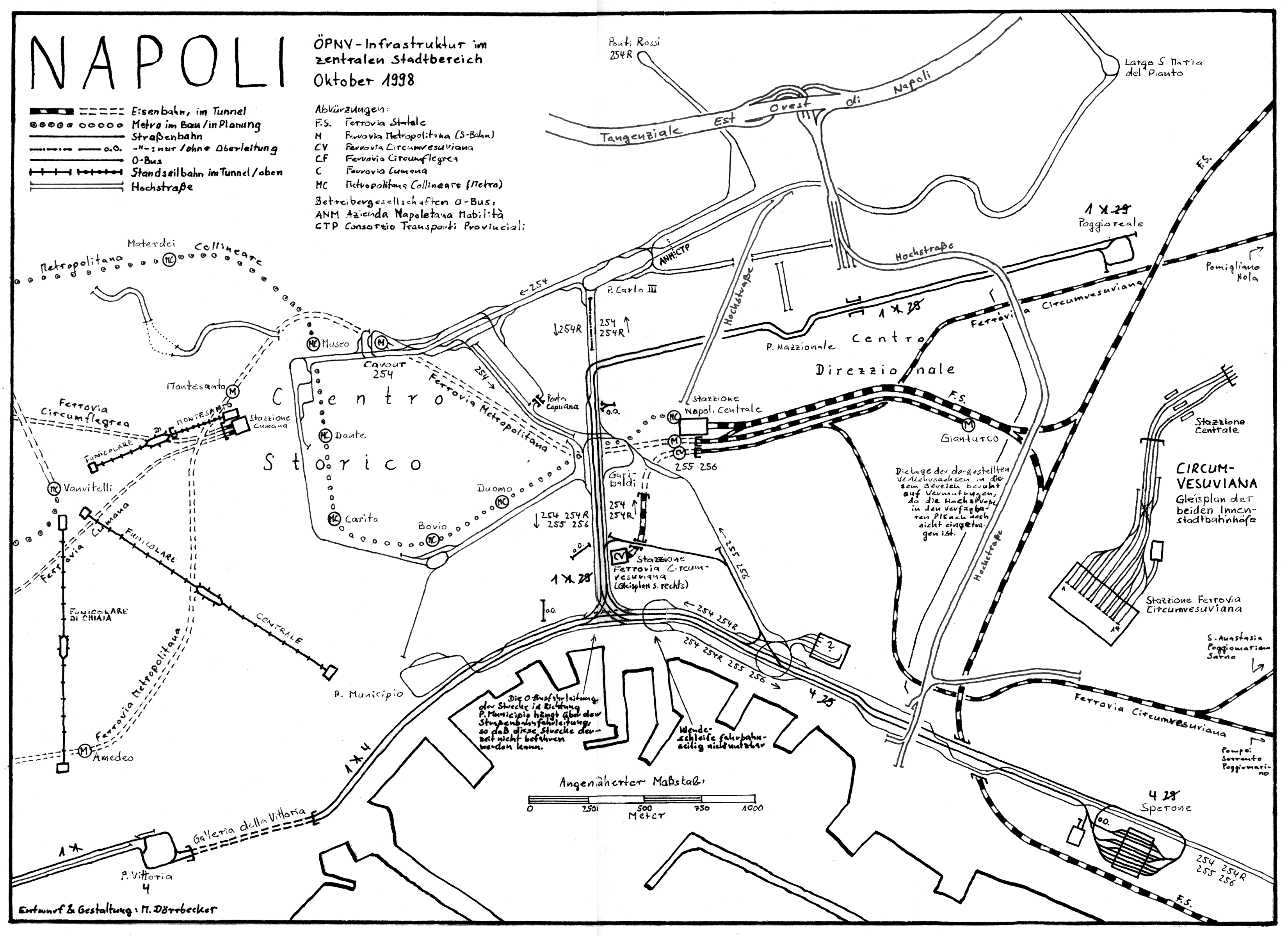
Tramnet in de Binnenstad in 1998.

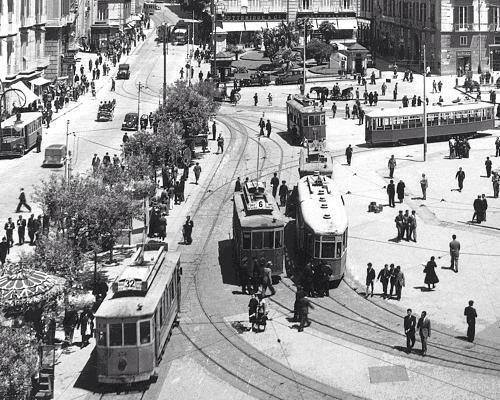
Druk tramverkeer op de Piazza Dante; circa 1930.

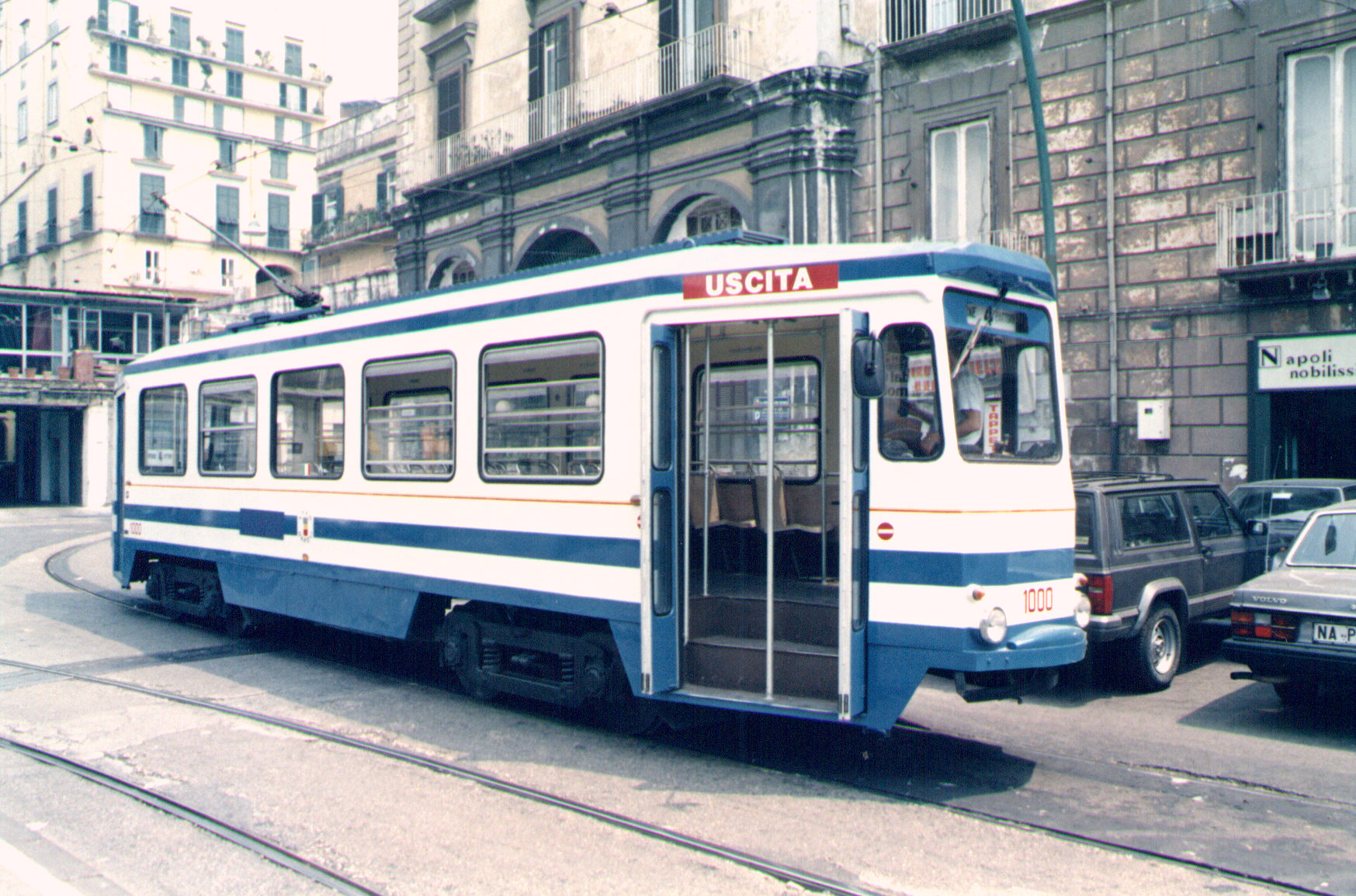
De 'Peter Witt Car' 1000 in de bijzondere beschildering van de zogenaamde Zeelijn.

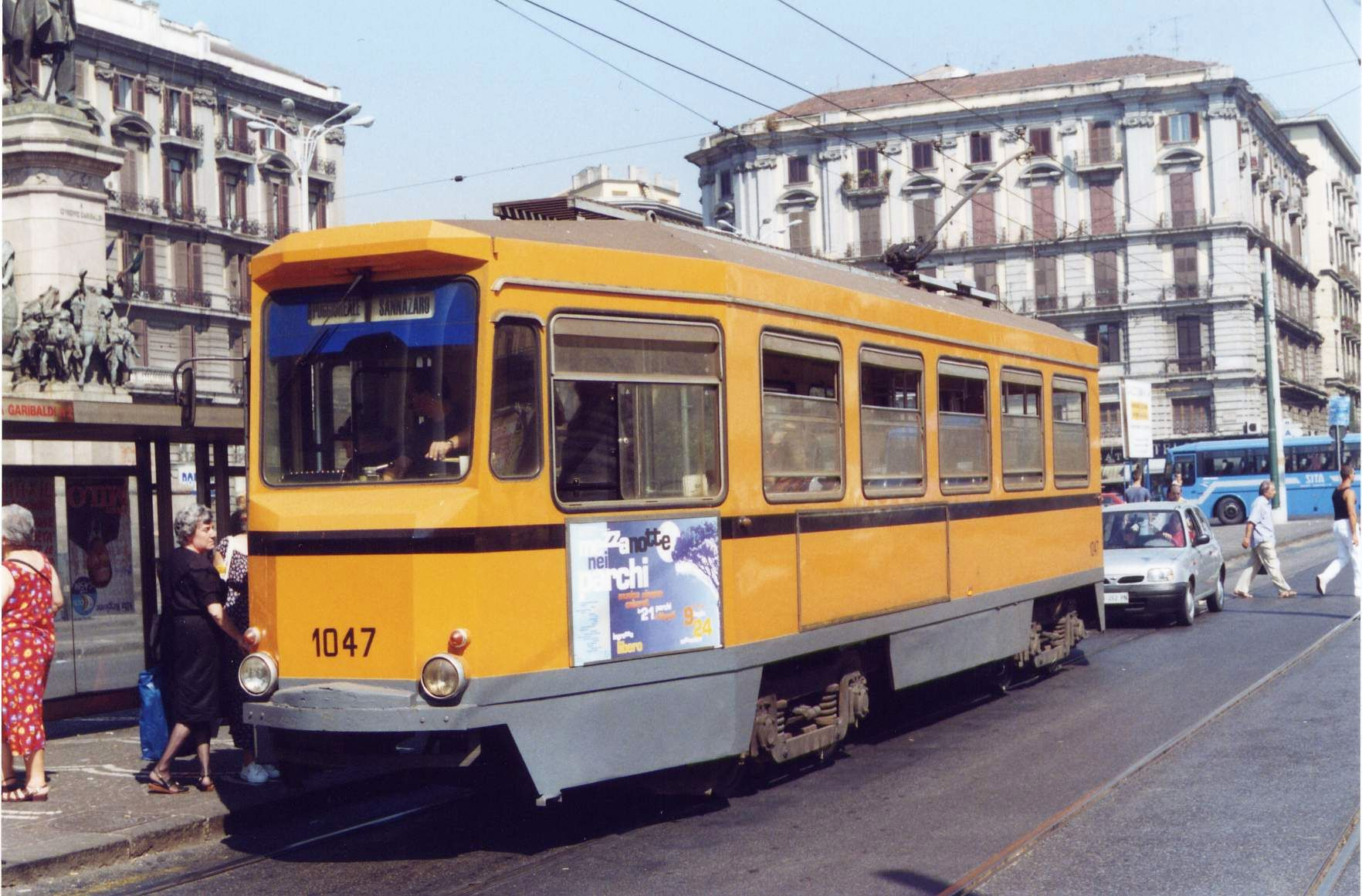
'Peter Witt Car' 1047

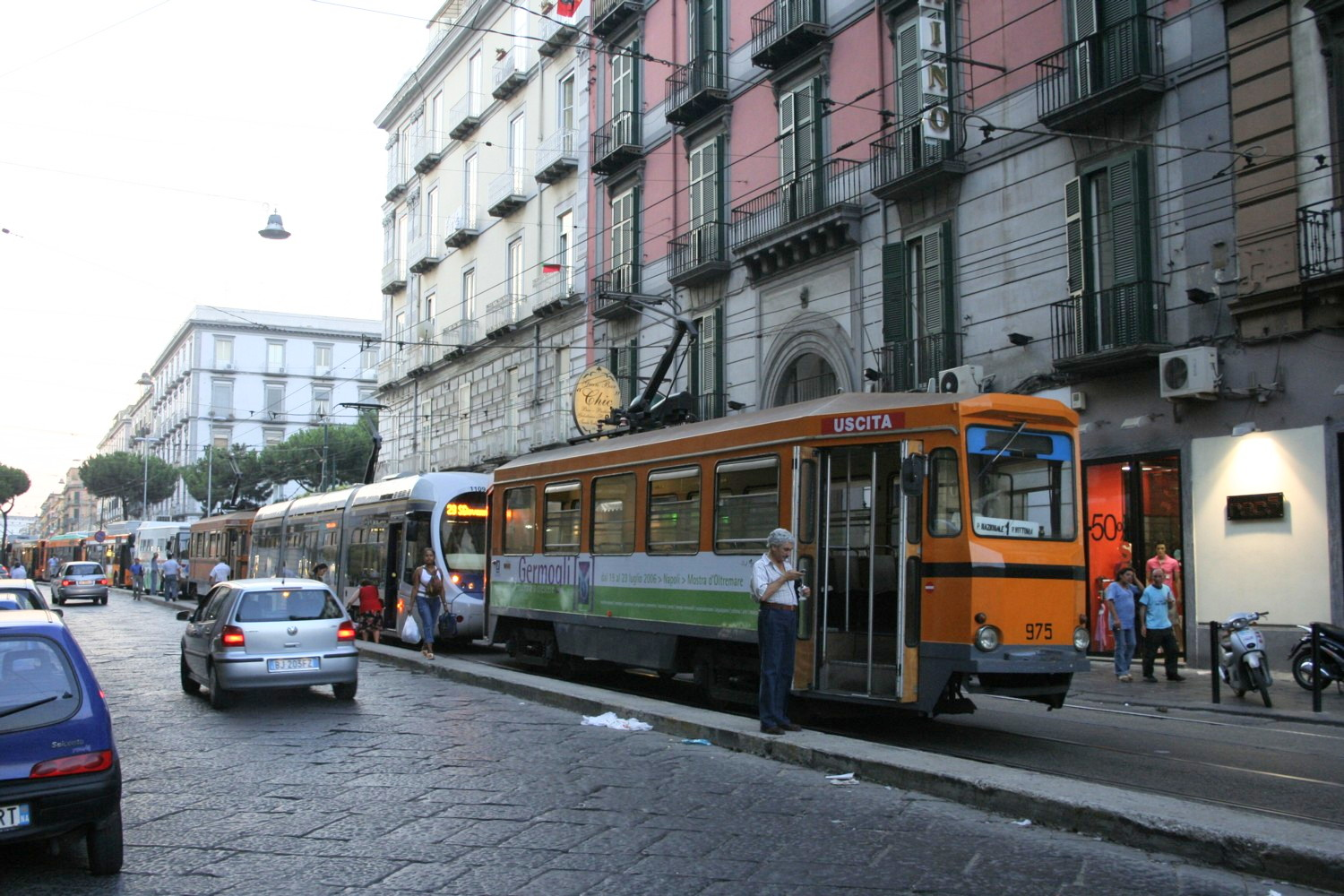
File met trams en bussen op de Corso Garibaldi. Vooraan 'Peter Witt Car' 975.

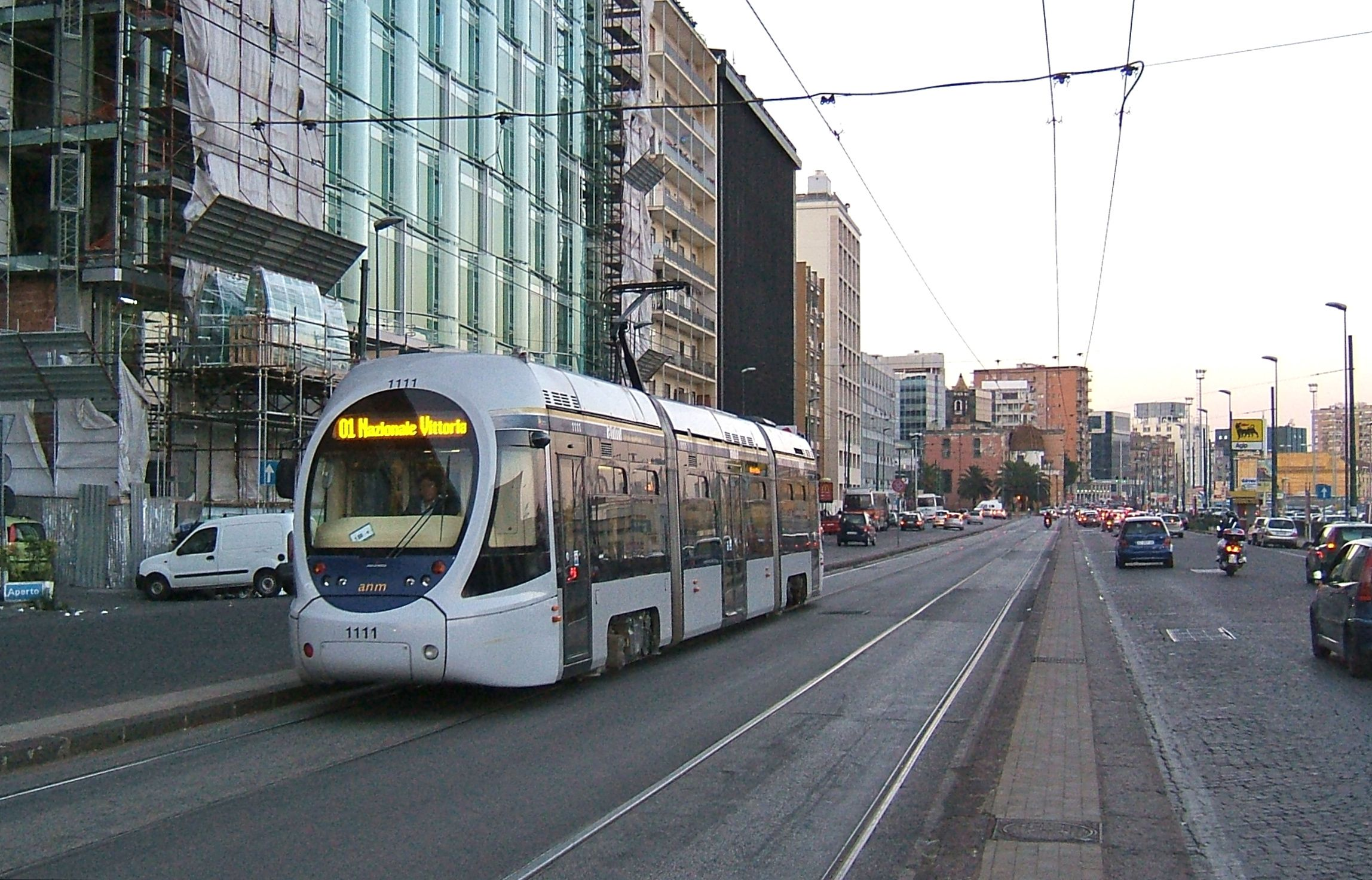
Sirio-wagen 1111 in de Via Colombo; 2007.

De Tram van Napels is het trambedrijf van de Italiaanse stad Napels en wordt geëxploiteerd door het plaatselijke vervoerbedrijf Azienda Napoletana Mobilità (ANM). Het tramnet is circa twaalf kilometer lang en wordt bereden door drie lijnen.
- 1: (Via Stadera) – Emiciclo di Poggioreale – Haven (Via Cristoforo Colombo)
- 2: Piazza Nazionale – San Giovanni a Teduccio (tramremise)
- 4: San Giovanni a Teduccio (tramremise) – Haven (Via Cristoforo Colombo)

## Geschiedenis
De Tram van Napels begon in 1875 als paardentram en werd later geëlektrificeerd. Vanaf 1883 reden de eerste stoomtrams. In 1911 werden er 27 lijnen bereden door diverse maatschappijen. In 1929 nam de stad de lijnen, trams en infrastructuur over van de verschillende bestaande bedrijven en voegde deze samen in het bedrijf Azienda Tranviaria Napoli (ATCN), dat in 1918 was opgericht.
Korte tijd later, in december 1930, werd het bedrijf overgedragen aan het bedrijf Ente Autonomo Volturno (EAV), een lokaal openbaar elektriciteitsbedrijf. In 1937 werd de EAV de concessiehouder van het bedrijf, maar door diverse problemen gaf dit op 1. januari 1941 de concessie terug en de gemeente exploiteerde de tram voortaan zelf.
In 1947 werd de Azienda Tranvie Autofilovie Napoli (ATAN) opgericht, die de stadstram overnam van de EAV.
Zoals in vele Italiaanse steden werd het tramnet in de jaren 1952 tot 1954 drastisch ingekrompen en de lijnen vervangen door de trolleybus en autobus.
Sinds 1963 reden er nog vier lijnen. Met de inkrimping van het tramnet verdwenen ook de zogenaamde rode lijnnummers.
De pogingen het overgebleven rompnet, zonder de lijn Barri – Borelli, die door de aardbeving van 1980 vernield was, verder te ontwikkelen, leidden tot geen succes. Hier is in het bijzonder het voor het wereldkampioenschap voetbal van 1990 geplande project van de Linea Tranviaria Rapida ('sneltram'), dat onder andere tot opheffing leidde van de gehele route naar Fuorigrotta (Via Cumana – Via Lepanto – Via Giambattista Marino) tot de daar gelegen tramremise.
De Linea Tranviaria Rapida werd als gevolg van technische problemen nooit voltooid. Als snelle oplossing werden enige oude trams in blauw-witte kleuren overgeschilderd en als 'Zeelijn' aangeduid. Zo geleken zij op de moderne – nooit in bedrijf gekomen – trams van de sneltramlijn.
In plaats daarvan leidde dit tot verdere inkrimping van het tramnet. Volgens het verkeersplan van 1997 zou de tram niet meer over het Raadhuisplein verder rijden. In 1998 werd als gevolg van protesten van vele handelaren de route van Piazzale Tecchio naar Bagnoli opgeheven, in 2000 volgde de route van de Piazza Vittoria naar Piazzale Tecchio.
Eerst na het jaar 2000 werd een programma ter versterking van het trambedrijf gestart: in 2004 werd de nieuwe tram van het type Sirio van AnsaldoBreda gepresenteerd. Het historische eindpunt Poggioreale werd weer in gebruik genomen, dankzij de vernieuwing van de trambaan tussen Emiciclo Poggioreale en Piazza Nazionale, waar de tram een lus rond het plein bereed. De keerlus is niet meer in gebruik, maar wordt weer gereactiveerd. Een andere belangrijke vernieuwing (ook al slechts half uitgevoerd) betreft de trambaan op de Riviera di Chiaia.
Niettemin zijn er talrijke hindernissen op de weg naar een normaal tramverkeer, als gevolg van de eeuwige bouwwerkzaamheden in de stad.
Sinds 5 mei 2011 is er een provisorisch eindpunt aan de Via Cristoforo Colombo bij de Haven in gebruik, waardoor het mogelijk was de lijnen 1 en 4 weer in bedrijf te nemen, die als gevolg van de bouwwerkzaamheden voor het metrostation Raadhuis stilgelegd waren. Vanwege deze bouwplaats is voor de tram geen verkeer mogelijk naar de Piazza Vittoria.

## Plannen
Het verkeersplan van de stad voorziet het instellen van nieuwe lijnen naar de buurt Ponticelli, langs de Via S.Alfonso Maria dei Liguori, en naar Piazza Carlo III, bovendien het weer in gebruik nemen van de lus Mergellina en een nieuwe lijn op eigen baan met sneltramachtig karakter van Piscinola naar Villaricca op de route van de in 1976 opgeheven spoorlijn Alifana bassa, deze lijn schijnt echter niet voorbij het stadium van plannenmaken te komen.
Na afsluiting van de bouwwerkzaamheden en de verwezenlijking van deze projecten zou het tramnet van Napels uit de volgende lijnen kunnen bestaan:
- 1: Emiciclo di Poggioreale – Piazza Sannazaro
- 2: Via Stadera – San Giovanni a Teduccio
- 2/: Emiciclo di Poggioreale – San Giovanni a Teduccio (doorstreepte lijn)
- 4: San Giovanni a Teduccio (remise) – Piazza Vittoria
- Aftakking naar Piazza Carlo III
- Lijn naar Ponticelli
- Lijn Piscinola – Villaricca

## Huidige wagenpark
- 30 stuks CT139K (type Peter Witt Car)
- 22 stuks Sirio van AnsaldoBreda

| Serie     | Aantal | Bouwjaren | Fabrikant    | Opmerkingen                                     |
| --------- | ------ | --------- | ------------ | ----------------------------------------------- |
| 951-1054  | 106    | 1930-1935 | OFM          | Peter Witt Car - 1976-1980: vernieuwde wagenbak |
| 1101-1122 | 22     | 2004-2007 | AnsaldoBreda | Tweerichting gelede motorwagen                  |

### Museumtrams
Twee wagens van het zuidelijke type werden voor museumdoeleinden behouden: wagen 1004, uitwendig gerestaureerd, bevindt zich in de voormalige tramremise Fuorigrotta, terwijl wagen 1029 na een restauratie naar de originele staat, die sinds 2006 door het personeel van het depot San Giovanni uitgevoerd werd, op 10 januari 2011 in de klassieke groene kleur van de jaren zestig aan de stad werd gepresenteerd. Voor deze gelegenheid werd ook wagen 1052 volledig gerenoveerd en in een nieuwe kleur gepresenteerd, die het gehele wagenpark van Peter Witt-trams in de toekomst zal krijgen, nadat zij meer dan dertig jaar lang in het zogenaamde Ministerial-Orange geschilderd waren.
Een derde wagen van hetzelfde type, wagen 961, werd door een organisatie uit Turijn verworven, die voor het behoud en de restauratie zorgt.

## Tramremises
Van de oorspronkelijk vijf tramremises van de tram van Napels is alleen nog de remise San Giovanni in bedrijf, deze bevindt zich in de buurt San Giovanni a Teduccio in de oostelijke periferie van Napels.
De remise Fuorigrotta werd na de aardbeving van 1980 stilgelegd en biedt behalve onderdak aan museumwagen 1004 ook plaats aan verschillende historische trolleybussen en autobussen.

## 2019
Na meer dan 4 jaar werkzaamheden op een van de tramknooppunten in Napels werd begin 2019 bekend dat na een lange afwezigheid van de tram in het straatbeeld van Napels, deze in het voorjaar weer zal terugkeren. De oorzaak van het stilliggen van de werkzaamheden was achterstand van betaling op de werknemers van het het project. Eind februari zijn de werkzaamheden afgerond, en dan na 60 dagen testen zal de tram zijn rentree maken.